# حیات‌الغیب (چگنی)
حیات‌الغیب روستایی از توابع بخش ویسیان شهرستان چگنی در استان لرستان ایران است.

## جمعیت
این روستا در دهستان ویسیان قرار دارد و براساس سرشماری مرکز آمار ایران در سال ۱۳۹۵، جمعیت آن ۲۴۴ نفر (۸۳ خانوار) بوده‌است.ساکنان روستا از طایفه پیرحیاتی می باشند.

## نیکا شاکرمی
با وجود مخالفت‌های خانواده، خاکسپاری نیکا شاکرمی در این روستا با حضور دست‌کم ۷۰ تا ۸۰ مأمور امنیتی مسلح و بدون حضور اعضای خانواده انجام شد. برادر و پسر خاله‌های مادر نیکا که پس از اطلاع از ربوده شدن پیکر نیکا توسط مأموران امنیتی به این روستا رفتند و دایی نیکا شاکرمی بعد از خاکسپاری توسط همان مأموران بازداشت شدند.